# خدمات برق
خدمات برق (انگلیسی: Electric utility)
بخشی از حوزه خدمات است، که از شرکت‌های فعال در صنعت برق (اغلب شرکت‌های سهامی عام) تشکیل می‌شود. این شرکت‌ها در زمینه تولید برق و نیز توزیع برق به خریداران خرد مشارکت دارند. بخش خدمات برق عمده‌ترین تأمین کننده انرژی در بیشتر کشورها می‌باشد. خدمات برق از تأسیسات خصوصی، خدمات عمومی بخش دولتی، تعاونی‌ها و نهادهای ملی تشکیل می‌شود.